# On Board Kaiser Wilhelm the Second
On Board Kaiser Wilhelm the Second è un cortometraggio muto del 1912. Il nome del regista non viene riportato nei titoli del film.

## Produzione
Il film fu prodotto dalla Vitagraph Company of America.

## Distribuzione
Distribuito dalla General Film Company, il documentario - un cortometraggio di cento metri - uscì nelle sale cinematografiche statunitensi il 24 agosto 1912. Nelle proiezioni, veniva programmato con il sistema dello split reel, accorpato in un'unica bobina con un altro cortometraggio prodotto dalla Vitagraph, il drammatico The Party Dress.